# Nuoto di fondo ai campionati europei di nuoto 2020 - 5 km maschili
La gara dei 5 km in acque libere maschile si è svolta il 12 maggio 2021 presso il Lago Lupa a Budakalász, a nord di Budapest, in Ungheria. Hanno preso parte alla competizione 25 nuotatori.

## Medaglie
| Posizione | Atleti               | Paese   |
| --------- | -------------------- | ------- |
| Oro       | Gregorio Paltrinieri | Italia  |
| Argento   | Marc-Antoine Olivier | Francia |
| Bronzo    | Dario Verani         | Italia  |

## Risultati
La gara ha avuto inizio alle 14:45 (UTC+1 ora locale).
| Pos.    | Atleta               | Nazionalità | Tempo     |
| ------- | -------------------- | ----------- | --------- |
| Oro     | Gregorio Paltrinieri | Italia      | 55:43.3   |
| Argento | Marc-Antoine Olivier | Francia     | 55:45.1   |
| Bronzo  | Dario Verani         | Italia      | 55:46.6   |
| 4       | Kristóf Rasovszky    | Ungheria    | 55:47.3   |
| 5       | Logan Fontaine       | Francia     | 55:47.5   |
| 6       | Marcello Guidi       | Italia      | 55:47.7   |
| 7       | Jules Wallart        | Francia     | 55:49.5   |
| 8       | Kirill Abrosimov     | Russia      | 55:50.2   |
| 9       | Florian Wellbrock    | Germania    | 55:50.5   |
| 10      | Ruwen Straub         | Germania    | 55:51.3   |
| 11      | Rob Muffels          | Germania    | 55:57.5   |
| 12      | Dávid Betlehem       | Ungheria    | 56:00.4   |
| 13      | Guillem Pujol        | Spagna      | 56:55.5   |
| 14      | Kirill Belyaev       | Russia      | 56:56.3   |
| 15      | Denis Adeev          | Russia      | 56:56.9   |
| 16      | Christian Schreiber  | Svizzera    | 56:57.4   |
| 17      | Dániel Székely       | Ungheria    | 57:01.0   |
| 18      | Tamás Farkas         | Serbia      | 57:02.2   |
| 19      | Logan Vanhuys        | Belgio      | 57:02.6   |
| 20      | Vít Ingeduld         | Rep. Ceca   | 57:03.0   |
| 21      | Jan Hercog           | Austria     | 57:03.6   |
| 22      | Martin Straka        | Rep. Ceca   | 58:36.8   |
| 23      | Tomáš Peciar         | Slovacchia  | 1:02:05.5 |
| 24      | Sander Paavo         | Estonia     | 1:05:34.8 |
| dnf     | Matěj Kozubek        | Rep. Ceca   | dnf       |